# Al-Muzaffar Bajbarsz egyiptomi szultán
Al-Muzaffar Bajbarsz, azaz II. Bajbarsz, trónra lépése előtt Rukn ad-Dín Bajbarsz al-Dzsásnikír (? – Egyiptom, Kairó, 1310. április 15.) az egyiptomi bahrí mamlúkok tizenkettedik szultánja volt (uralkodott 1309. április 15-étől 1310. március 5-éig). Eredeti nevében a dzsásnikír a perzsa csásnígír arabos változata, mely pohárnoki rangjára utal. Teljes titulusa al-Malik al-Muzaffar, melynek jelentése: „a győzedelmes király”.

## A birodalom tényleges irányítója
Az al-Manszúr Ládzsínt meggyilkoló összeesküvés egyik magas rangú résztvevője volt, majd az 1299. január 15-én elkövetett merényletet követően társával, Szalárral együtt visszahívta al-Manszúr Kalávún fiát, az 1298-tól jordániai al-Karakba telepített an-Nászir Muhammadot, akit februárban másodszor is trónra tettek. Ettől kezdve Bajbarsz főkamarás (usztádár) és Szalár alkirály kettőse vette kezébe a Mamlúk Birodalmat – a gyerekkorból immár kilépő Muhammad egyre erősödő ellenérzései mellett.
1299 decemberében a szultán és a két főember közösen vezette azt a sereget, amit Gázán kán, az Ilhánida Birodalom vezetője a Vádi l-Házindár közelében megfutamított. A kán valószínűleg nem számított ekkora győzelemre, ezért Damaszkusz elfoglalása után kivonult Szíriából, az 1300-1301-es mongol támadás pedig elakadt a szokatlanul nagy hóban. 1303-ban aztán ismét an-Nászir Muhammad, Bajbarsz és Szalár vezette a mamlúk sereget a mongol támadók ellen, és ezúttal győzelmet is arattak sakhabi csatában (április 3–4.).
Muhammad szultán 1307-ben próbálta meg megbuktatni addig gyűjtött, ifjabb híveire támaszkodva Bajbarsz és Szalár párosát, de azok értesültek tervéről, és a szultánnal való leszámolást tervezték. A hír azonban elterjedt Kairóban, és a lakosság fellázadt a népszerű Kalávún fiának és szintén szeretett Halíl öccsének érdekében. A két mamlúk erre kénytelen volt formálisan kibékülni Muhammaddal a nagy nyilvánosság előtt. A szultán azonban továbbra is önállósodni akart, ezért 1309 februárjában bejelentette, hogy elindul a mekkai zarándoklatra. Szalár és Bajbarsz örömmel engedte el, ám a szultán al-Karakban megállt, elűzte a vár parancsnokát, és önálló udvart rendezett be a városban. Erre Kairóban – elképzelhető, hogy saját lemondását követően – Bajbarszot al-Muzaffar titulussal szultánná kiáltották ki a cserkesz (burdzsí) mamlúkok, noha az előségek inkább Szalárt tették volna trónra. Utóbbit alkirálysággal kárpótolták.

## A szultáni trónon
Muhammad nem tett le trónja visszaszerzésének tervéről. Három szíriai kormányzóval – az aleppói Kipcsak al-Manszúríval, a hamái Karászunkur al-Manszúríval és a tripoli Iszindimirrel – összefogott a damaszkuszi cserkesz Akkus al-Afram ellen, és 1310 januárjában megszerezte a várost. Az amúgy sem közkedvelt Bajbarsz – uralkodása alatt járvány, szárazság és a Nílus alacsony vízállása sújtotta országát –, aki kétségbeesésében a semmilyen hatalommal nem rendelkező al-Musztakfí kalifával próbálta megerősíttetni magát, csapatai dezertálása miatt végül kénytelen volt elmenekülni. Szalár jobbnak látta átállni Muhammad oldalára, aki ellenállás nélkül vonult be Kairóba, ahol március 5-én elfoglalhatta a trónt. Az Arábia felé menekülő Bajbarszot Gázánál fogták el Muhammad emberei, majd Kairóban a szultán jelenlétében fojtották meg április 15-én; társa, Szalár büntetése éhhalál lett még az év nyarán. An-Nászir Muhammad harmadik szultánsága ezúttal tartósnak bizonyult: 1341-ben bekövetkezett haláláig egymaga irányította országát.